# Siniconops grandens
Siniconops grandens är en tvåvingeart som beskrevs av Camras 1960. Siniconops grandens ingår i släktet Siniconops och familjen stekelflugor. Inga underarter finns listade i Catalogue of Life.